# لیسا فرادی
لیسا فرادی (انگلیسی: Lisa Ferraday؛ ۱۰ مارس ۱۹۲۱ – ۲۲ مارس ۲۰۰۴) بازیگر زن اهل رومانی بود. وی بازیگر فیلم‌هایی همچون برف‌های کلیمانجارو و قایق نمایشی بوده‌است.